# Doak VZ-4
Doak VZ-4 (továrním označením Model 16) byl americký experimentální konvertoplán postavený na objednávku US Army pro výzkumné účely společností Doak Aircraft Company. Šlo o letadlo s překlopnými zaplášťovanými vrtulemi (koncepce „Tilt Duct“). Stroj byl schopen vertikálního vzletu a přistání (VTOL).

## Vývoj a konstrukce
Doak VZ-4 byl původně poháněn motorem Lycoming YT53 (630 kW), který byl posléze nahrazen typem Lycoming T53-L-1 o výkonu 750 kW. Motor umístěný za pilotní kabinou poháněl dvojici překlopných zaplášťovaných vrtulí na koncích nosného křídla. Každý prstenec obsahoval 14 vodících sklolaminátových lopatek, vrtuli s listy z nerez oceli a 9 statorových listů za vrtulí. Výfukové plyny byly odváděn potrubím v trupu do zadní části, kde byly vyfukovány ven a regulovány pomocí svislých klapek a kolektorů. To sloužilo ke stabilisaci stroje ve visu nebo při přechodové fázi do horizontálního letu.
Byl vyroben pouze 1 exemplář (výr. č. 56-9642). Po skončení testů jej US Army předala k dalším zkouškám Národnímu úřadu pro letectví a kosmonautiku (NASA). Jakmile ukončila testy i agentura NASA, konvertoplán putoval do muzea (U.S. Army Transportation Museum) ve Fort Eustis ve Virginii.

## Specifikace

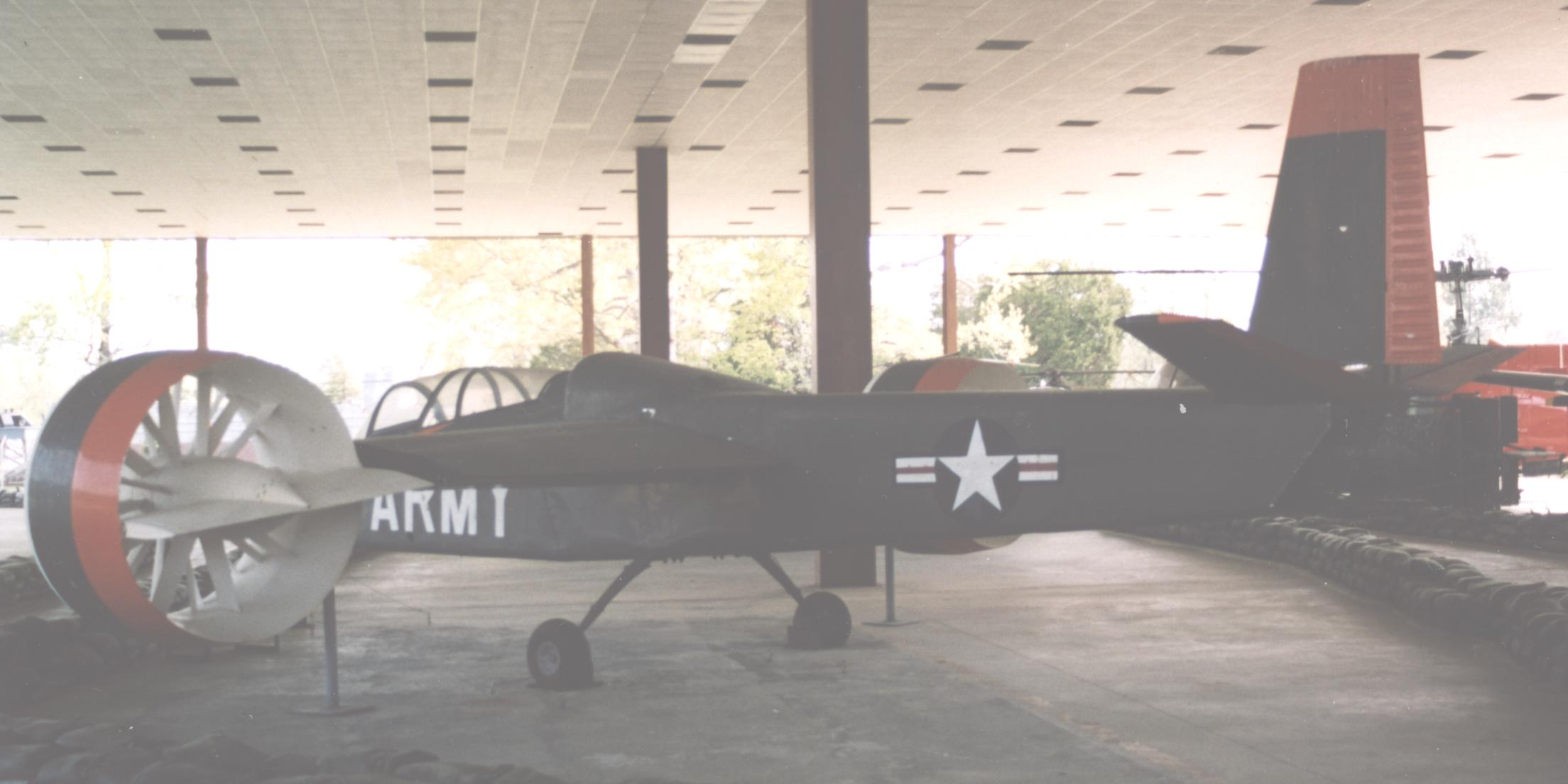
Vystavený konvertoplán Doak VZ-4 ve Fort Eustis, Virginie, USA.

Data z:

### Technické údaje
- Posádka: 2
- Délka: 9,75 m
- Výška: 3,05 m
- Rozpětí křídla: 7,77 m
- Prázdná hmotnost:[pozn. 1] 1 043 kg
- Vzletová hmotnost: 1 451 kg
- Pohon: 1× turbohřídelový motor Avco Lycoming YT53; 630 kW

### Výkony
- Maximální rychlost: 370 km/h
- Dolet: 370 km
- Dynamický dostup: 1 830 m